# Jugo (wiatr)
Yugo (Jugo) – ciepły i wilgotny wiatr wiejący z południa wzdłuż wschodniego wybrzeża Adriatyku. Na zachodnim wybrzeżu ten sam wiatr nazywany jest sirocco. Zazwyczaj utrzymuje się przez kilka dni, często przynosząc pogorszenie pogody – towarzyszy mu deszcz i pojawiają się mgły. Latem często towarzyszą mu burze z piorunami.